# Batista (El Cercado)
Batista es un distrito municipal de la ciudad de El Cercado, en el sur de la República Dominicana.

## Historia
El distrito municipal de Batista fue creado mediante la Ley No. 366-05, promulgada el 10 de septiembre del año 2005. Esta compuesto por las secciones Pinar de Cana, Abra las Yayas y Caimonial, así como los parajes Guanalito y Tablones.

## Geografía

### Ubicación
Batista se localiza al suroeste de la provincia San Juan. Limita al norte con municipio Vallejuelo y el municipio de San Juan de la Maguana, al sur con la provincia Bahoruco, al este con el municipio de Vallejuelo y al oeste con Derrumbadero.
Pertenecen a Batista las secciones Pinar de la Cana,  Abra las Yayas y Caimonial y los parajes los Tablones y Guamalito.

### Accesos
Para ingresar al distrito municipal de Batista se transita la carretera Sánchez y una vez en San Juan se toma la carretera San Juan-Vallejuelo. A la salida de Vallejuelo, un camino secundario comunica con Batista y Derrumbadero. La distancia aproximada entre San Juan y Batista es de 40 kilómetros. En sentido oeste-este, es posible llegar a Batista desde Elías Piña o Independencia, pasando por Hondo Valle, Juan Santiago, Pinar Grande y Derrumbadero.

## Demografía
De acuerdo con los datos del Censo Nacional de Población y Vivienda de noviembre de 2022, el distrito municipal tiene una población de 2351 habitantes de los cuales 1286 eran hombres y 1065 mujeres. Según un censo de la diócesis de San Juan de la Maguana, en la ciudad de Batista viven alrededor de 181 familias y 793 personas.[cita requerida]

## Economía
Su principal fuente de producción es la agricultura y la ganadería. En Batista se cultiva papa, yuca, plátano, tomate, ajo, maíz, habichuelas, café y otros frutos menores,así como una importante ganadería bovina, tanto de carne como de leche. El río Los Baos y una moderna red de canales de riego irrigan los predios de esta comunidad.